# NK Polet Uljanik
Nogometni klub "Polet" (NK "Polet" Uljanik; NK "Polet"; Polet) je nogometni klub iz Uljanika, Grad Garešnica, Bjelovarsko-bilogorska županija.  
U sezoni 2024./25. klub se natječe u "3. ŽNL Bjelovarsko-bilogorskoj – Jug", ligi sedmog stupnja hrvatskog nogometnog prvenstva. 
 
Klupske boje su plava (glavna) i zelena (rezervna). 

## Vanjske poveznice
- (engl.) sofascore.com, NK Polet Uljanik
- sportilus.com, NOGOMETNI KLUB POLET ULJANIK
- bjelovarac.hr, NK Polet Uljanik